# 상처 뿐인 청춘
"상처 뿐인 청춘"은 1967년 공개된 대한민국의 영화이다.

## 배역
- 신성일
- 고은아
- 최남현
- 강민호
- 박암
- 조항
- 김용연